# Hylomyrma columbica
Hylomyrma columbica är en myrart som först beskrevs av Auguste-Henri Forel 1912.  Hylomyrma columbica ingår i släktet Hylomyrma och familjen myror. Inga underarter finns listade i Catalogue of Life.